# Nationaal Museum van China
Het Nationaal Museum van China (vereenvoudigd Chinees: 中国国家博物馆; traditioneel Chinees: 中國國家博物館; pinyin: Zhōngguó guójiā bówùguǎn) is een museum in China en staat aan de oostelijke zijde van het Plein van de Hemelse Vrede in Peking. Het doel van het museum is om informatie te geven over kunst en de geschiedenis van China. Het museum wordt onderhouden door het Ministerie van Cultuur. Het museum werd in 2003 opgericht toen twee musea die al in het gebouw zaten fuseerden, namelijk het Museum van de Chinese Revolutie en het Nationaal Museum van Chinese Geschiedenis.